# Ауд (држава)
Ауд (енгл. Oudh State, Kingdom of Awadh), некадашња краљевина у северној Индији. Њена окупација од стране Британске источноиндијске компаније 1856. била је један од узрока Индијског устанка 1857. године.

## Историја
Изворно, Ауд је био једна од 12 провинција Могулског царства, која се осамосталила у грађанским ратовима након Аурангзебове смрти (1707). Заузимао је североисточни део данашње индијске државе Утар Прадеш, најпре са престоницом у граду Фајзабаду, а затим у Лакнау. Од 1764. био је вазална држава Британске источноиндијске компаније. Одлуком генералног гувернера Компаније, Лорда Долхаусија (тзв. Доктрина о прекиду), Ауд је анектиран (припојен британским поседима и окупиран) 1856. године. У одговор, локално становништво и властела (земиндари), предвођени члановима краљевске породице, масовно су устали против Британаца следеће године током Индијског устанка. Крајем јуна 1857. британска власт збачена је у целој држави, а британске посаде у Канпуру и Лакнау су опседнуте. Лакнау је после пада Делхија постао главно жариште устанка и успео је да се одржи све до британског освајања у марту 1858.